# Supercopa Sudamericana
De Supercopa João Havelange, beter bekend als de Supercopa Sudamericana of de Supercopa Libertadores, was een voetbalcompetitie die van 1988 tot 1997 werd gespeeld. Het toernooi was genoemd naar voormalig FIFA-president João Havelange en clubs die in het verleden de Copa Libertadores hadden gewonnen, namen deel aan deze competitie. De winnaar had het recht om mee te doen aan de Recopa Sudamericana. De Supercopa werd in 1998 vervangen door de Copa Mercosur en de Copa Merconorte.

## Finales
| Jaar | Winnaar              | Uitslagen           | Finalist            |
| ---- | -------------------- | ------------------- | ------------------- |
| 1988 | Racing Club (t)      | 2-1, 1-1            | Cruzeiro EC         |
| 1989 | CA Boca Juniors (t)  | 0-0, 0-0 (5-3 n.s.) | CA Independiente    |
| 1990 | Club Olimpia         | 3-0, 3-3            | Club Nacional (t)   |
| 1991 | Cruzeiro EC          | 0-2, 3-0            | CA River Plate (t)  |
| 1992 | Cruzeiro EC (t)      | 4-0, 0-1            | Racing Club         |
| 1993 | São Paulo FC         | 2-2, 2-2 (5-3 n.s.) | CR Flamengo (t)     |
| 1994 | CA Independiente     | 1-1, 1-0            | CA Boca Juniors (t) |
| 1995 | CA Independiente (t) | 2-0, 0-1            | CR Flamengo         |
| 1996 | CA Vélez Sársfield   | 1-0, 2-0            | Cruzeiro EC (t)     |
| 1997 | CA River Plate       | 0-0, 2-1            | São Paulo FC (t)    |

- Het team dat de eerste wedstrijd thuis speelde, is met (t) aangegeven.

## Deelnemers

### Finalisten
| Club               | Winnaar | Finalist | Winnaar in: |
| ------------------ | ------- | -------- | ----------- |
| Cruzeiro EC        | 2       | 2        | 1991, 1992  |
| CA Independiente   | 2       | 1        | 1994, 1995  |
| CA Boca Juniors    | 1       | 1        | 1989        |
| Racing Club        | 1       | 1        | 1988        |
| CA River Plate     | 1       | 1        | 1997        |
| São Paulo FC       | 1       | 1        | 1993        |
| Club Olimpia       | 1       | 0        | 1990        |
| CA Vélez Sarsfield | 1       | 0        | 1996        |
| CR Flamengo        | 0       | 2        |             |
| Club Nacional      | 0       | 1        |             |

### Overige deelnemers
| Club                         | Beste prestatie  |
| ---------------------------- | ---------------- |
| Club Atlético Nacional       | Halve finale (2) |
| CSD Colo-Colo                | Halve finale (2) |
| CA Peñarol                   | Halve finale (2) |
| AA Argentinos Juniors        | Halve finale     |
| Club Estudiantes de La Plata | Halve finale     |
| Grêmio FBPA                  | Halve finale     |
| Santos FC                    | Halve finale     |
| CR Vasco da Gama             | Groepsfase       |